# Battaglia del San Martino
La battaglia del San Martino fu un episodio della Seconda guerra mondiale. Il San Martino, montagna sita tra la  Valcuvia e il Lago Maggiore (Varese), già caposaldo importante del sistema difensivo italiano alla Frontiera Nord verso la Svizzera nella prima guerra mondiale, fu infatti teatro di una delle prime battaglie della Resistenza italiana.
Quando nel presidio militare di Porto Valtravaglia giunse la notizia dell'armistizio firmato da Badoglio, il colonnello Carlo Croce, già combattente sul fronte orientale, si rese conto che la logica conseguenza sarebbe stata l'immediata occupazione tedesca del territorio italiano.
Dopo aver preso contatti con i comandi siti a Laveno e Luino, ed essere riuscito a ottenere un minimo di armamenti, i militari del presidio si trasferirono a Dumenza e poi a Roggiano, luogo ancora ricco di fortificazioni della prima guerra mondiale. Tra il 9 e il 12 settembre 1943, alcuni soldati disertarono, fuggendo nella vicina Svizzera. Il 19 ci fu il trasferimento sul Monte San Martino, ritenuto più idoneo per la difesa della vallata.
Il Gruppo Militare Cinque Giornate Monte di San Martino di Vallalta-Varese (questo il nome scelto) raggiunse in poco tempo la consistenza di 150 unità, ottenne il sostegno del CLN di Varese e di buona parte della popolazione dei paesi sottostanti e iniziò gradualmente a realizzare fossati, sbarramenti e postazioni di difesa.
Con l'avvicinarsi dell'inverno, i tedeschi si resero conto che l'azione partigiana avrebbe potuto costituire una seria minaccia, soprattutto in vista dell'arrivo dell'esercito alleato. Nacque così una capillare rete di spionaggio che, già a novembre, permise a tedeschi e fascisti di avere parecchie informazioni sui componenti del gruppo del San Martino e sull'ubicazione delle fortificazioni.
Il colonnello Croce, consapevole che uno scontro sarebbe stato inevitabile, non accettò il suggerimento del CLN varesino di patteggiare con alcuni emissari fascisti, affermando che la sua compagnia avrebbe cessato i combattimenti solo quando tutti i tedeschi avessero lasciato l'Italia che dunque sarebbe stata finalmente libera dall'oppressore nazi-fascista. Il 13 novembre il comando tedesco decretò lo stato d'assedio: tutti gli esercizi pubblici furono chiusi fino a nuovo ordine, fu bloccata l'uscita dei quotidiani e, con la collaborazione di carabinieri e della milizia fascista, si diede inizio al rastrellamento della popolazione residente alle pendici del monte.
Fra il 15 e il 18 novembre, centinaia di uomini e donne furono catturati in tutti i paesi della valle, specialmente a Rancio Valcuvia. Il colonnello Croce e i suoi uomini iniziarono il 15 novembre a disturbare l'arrivo della pattuglie nemiche, bloccando le strade per Mesenzana, Arcumeggia e Duno. In quello stesso giorno arrivò la risposta tedesca con un attacco della Luftwaffe che sottopose a un durissimo bombardamento le postazioni arroccate sulla montagna. Dopo aver fatto prigionieri 6 partigiani, tedeschi e fascisti attaccarono il resto della formazione con armi di ogni tipo. Scesa l'oscurità, il colonnello Croce si riunì a quel che restava del gruppo partigiano e fuggì verso la Svizzera, raggiunta all'alba del giorno successivo.
A battaglia finita, le truppe naziste fecero saltare in aria la chiesa sita in vetta al monte (che sarebbe stata ricostruita nel dopoguerra).